# Caroline af Ugglas
Caroline af Ugglas, nome completo Caroline Thérese af Ugglas Liljedahl (Bromma, 7 aprile 1972), è una cantante, cantautrice e attrice svedese.

## Biografia
Ha studiato teatro alla Flygare Calle ed è diventata poi cantautrice.
Nel 1992 ha partecipato come attrice al film Svart Lucia e nel 1993 al film Sökarna.
Ha partecipato sia nel 2007 che nel 2009 al Melodifestivalen. Nel 2009 è terminata seconda in classifica con il brano Snälla Snälla.
Ha creato un format televisivo, ripreso poi dalla NBC negli Stati Uniti d'America con il titolo Clash of the Choirs ed in Australia con il titolo Battle of the Choirs.

## Discografia
- Ida Blue - 1997
- Mrs Boring - 1999
- Twiggs - 2005
- Joplin på svenska - 2007
- Så gör jag det igen - 2009
- Vad var det jag sa - 2010

## Filmografia
- 1992, Svart Lucia
- 1993, Sökarna